# Paramacroceps
Paramacroceps är ett släkte av insekter. Paramacroceps ingår i familjen dvärgstritar.
Kladogram enligt Catalogue of Life:
| Paramacroceps | \| \| Paramacroceps bucharicus \| \| \| \| \| \| Paramacroceps ferganensis \| \| \| \| \| \| Paramacroceps fouquei \| \| \| \| |
|               | \| \| Paramacroceps bucharicus \| \| \| \| \| \| Paramacroceps ferganensis \| \| \| \| \| \| Paramacroceps fouquei \| \| \| \| |
|               | Paramacroceps bucharicus |
|               | |
|               | Paramacroceps ferganensis |
|               | |
|               | Paramacroceps fouquei |
|               | |